# Oratório de Santo André dos Peixeiros
Oratorio di Sant'Andrea dei Pescivendoli ou Oratório de Santo André dos Peixeiros era um oratório de Roma, Itália, localizada no rione Sant'Angelo, na via del Foro Piscario, perto do Pórtico de Otávia, e desconsagrado no final do século XX. Era dedicado a Santo André.

## História
Este oratório foi consagrado em 1689 como igreja da Universidade dos Peixeiros, como ainda hoje se pode ler acima do portal: Locus orationis venditorum piscium ("Local de oração dos vendedores de peixe"), cujo padroeiro é Santo André. A capela fica próxima do antigo Pórtico de Otávia, que era o mercado de peixes de Roma na Idade Média. De maior interesse é um alto-relevo acima do portal, "Santo André com um peixe". 
Em 1801, a guilda dos peixeiros foi dissolvida. Porém, o oratório rapidamente passou a ser utilizado como local de oração por uma confraria associada à família Carcciolo. A igreja foi desconsagrada no final do século XX e a propriedade do local passou para a Comuna de Roma, que aluga o local para lojistas. 

## Galeria

Imagens da igreja
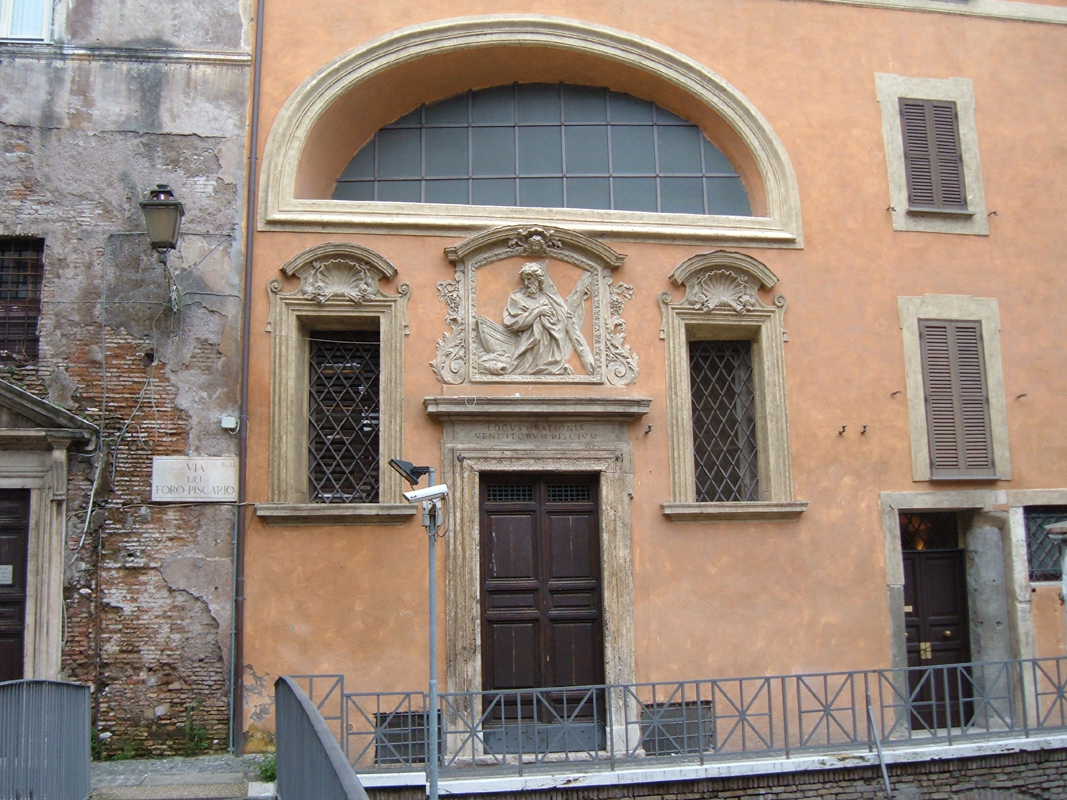
Portal.
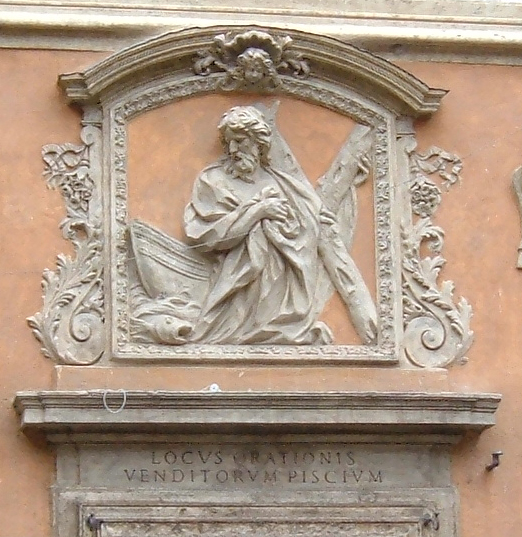
Detalhe do alto-relevo sobre o portal.